# 林玉英 (足球運動員)
林玉英（英語：Lam Yuk-Ying，?—1962年8月6日），已故香港足球運動員，活躍於1920年代，司職中衛。

## 簡歷
林玉英出道於南華會。1923年休季期間，曾隨南華遠征澳洲。1926年，南華會發生聯愛團事件，林玉英與其他大部份隊友離隊，改投新成立的中華隊，成為球會在1927年至1929年三奪香港甲組聯賽冠軍的功臣之一。掛靴後，林玉英轉為參加網球運動。1962年，林玉英病逝。

## 國際賽生涯
1923年，林玉英代表中國隊（以南華會球員為主）赴日本大阪出戰遠東運動會，最終中國隊順利奪得冠軍。1925年和1927年的遠東運，林玉英亦有參與，1927年該屆擔任隊長。
1928年至1931年，代表香港隊出戰對新加坡及上海的埠際賽。